# Invercargill
Invercargill, offizielle Bezeichnung Invercargill City, auf Maori Waihōpai, ist eine Stadt und zugleich eigenständige Territorial Authority (Gebietskörperschaft) in der Southland Region im Süden der Südinsel von Neuseeland. Südlich des 46. Breitengrades gelegen, ist Invercargill die westlichste und südlichste Stadt Neuseelands und damit zugleich die südlichst gelegene Stadt des Commonwealth of Nations.

## Namensherkunft
Der damalige Gouverneur Neuseelands, Thomas Gore Browne, gab 1856 sein Einverständnis für die Gründung einer neuen Stadt an der Südküste der Südinsel. Er empfahl, die Stadt Invercargill zu nennen, deren Namen er aus einer Zusammensetzung des Wortes „Inver“ (aus dem schottisch-gälischen „Inbhir“ für „Flussmündung“) für den Zusammenfluss der beiden Flüsse Ōreti River und Makarewa River und „Cargill“ zu Ehren von Captain William Cargill, dem damaligen Superintendenten der Provinz Otago, bildete.

## Geographie

### Geographische Lage
Invercargill liegt bei 46° 25′ S, 168° 21′ O am südlichen Ende der Südinsel an der Mündung des Waihopai River in das New River Estuary, und in einer Ebene, die im Westen von der Longwood Range und den Takitimu Mountains, im Norden von den Hokonui Hills und im Osten von den Catlins begrenzt wird. Die Stadt verfügt über eine reine Landfläche von 389 km² und zählte zum Census im Jahr 2013 51.696 Einwohner. Damit ist Invercargill flächenmäßig die siebtgrößte Stadt des Landes, stellt aber mit 132,9 Einwohner pro km² gleichzeitig die Stadt mit der viertgeringsten Bevölkerungsdichte dar.
Die Stadt wird im Westen, Norden und Osten vom Southland District umgeben. Die südliche Grenze bildet die Küstenlinie zur Foveauxstraße.
Die höchste Erhebung im Stadtgebiet stellt mit 265 m der kleine Berg The Bluff auf der Halbinsel von Bluff dar.

### Stadtgliederung
Zu den Stadtteilen von Invercargill zählen jeweils von West nach Ost gelistet:
Norden: Makarewa, Bay Road West, Grasmere,
Waikiwi, Myross Bush
Westen: Ōreti Beach, Otatara, Bushy Point, West Invercargill
Zentral: Gladstone-Avenal, Rosedale, Windsor, Waverley-Glengarry, Otakaro Park, Richmond, Hawthorndale, Crinan, Georgetown, Newfield-Rockdale, Appleby-Kew, Strathern, Heidelberg, Kingswell-Clifton, Tisbury
Osten und Süden: Myross Bush, Mill Road-Woodend, Greenhills, Bluff, Tiwai Point, Inlet-New River Estuary, Inlet-Bluff Harbour, Dog Island

### Klima
Invercargill liegt in der gemäßigten Klimazone mit einem warmen, niederschlagsreichen Klima. Die Jahresdurchschnittstemperatur liegt bei 9,9 °C. Die wärmsten Monate sind der Januar und Februar mit einer Durchschnittstemperatur 14,3 und 14,2 Grad Celsius, die kältesten Monate sind der Juni und der Juli mit 5,5 bzw. 5,1 Grad Celsius im Mittel. Die mittlere Jahresniederschlagsmenge beträgt 1066 mm, der meiste Niederschlag fällt im Mai mit durchschnittlich 110 Millimetern, der trockenste Monat ist der August mit 64 Millimetern Niederschlag im Mittel.
|                        | Jan  | Feb  | Mär  | Apr  | Mai  | Jun | Jul | Aug  | Sep  | Okt  | Nov  | Dez  |   |      |
| Mittl. Temperatur (°C) | 14,3 | 14,2 | 12,6 | 10,4 | 8,0  | 5,5 | 5,1 | 6,3  | 8,4  | 10,1 | 11,3 | 13,1 | ⌀ | 9,9  |
| Mittl. Tagesmax. (°C)  | 18,8 | 19,1 | 17,4 | 15,1 | 12,3 | 9,6 | 9,4 | 10,9 | 13,1 | 14,7 | 15,9 | 17,7 | ⌀ | 14,5 |
| Mittl. Tagesmin. (°C)  | 9,7  | 9,5  | 7,9  | 5,9  | 3,7  | 1,5 | 0,8 | 1,8  | 3,7  | 5,6  | 6,8  | 8,6  | ⌀ | 5,4  |
|                        |      |      |      |      |      |     |     |      |      |      |      |      |   |      |
| Niederschlag (mm)      | 100  | 79   | 91   | 103  | 110  | 102 | 78  | 64   | 76   | 88   | 88   | 87   | Σ | 1066 |

| 9,7 |

| 9,5 |

| 7,9 |

| 5,9 |

| 3,7 |

| 1,5 |

| 0,8 |

| 1,8 |

| 3,7 |

| 5,6 |

| 6,8 |

| 8,6 |

| 9,7 |

| 9,5 |

| 7,9 |

| 5,9 |

| 3,7 |

| 1,5 |

| 0,8 |

| 1,8 |

| 3,7 |

| 5,6 |

| 6,8 |

| 8,6 |

## Geschichte
Im Jahr 1844 wurde die Region um Invercargill vom Landvermesser Frederick Tuckett als unbewohnbare Sumpfregion beschrieben, dennoch wurde das Gebiet den einheimischen Māori 1853 abgekauft. 1855 ließ sich mit dem Walfänger James Kelly der erste Siedler auf dem heutigen Stadtgebiet nieder, woraufhin eine erste Siedlung entstand. Nach ihm war die Ortschaft zunächst als Kelly’s Point bekannt.
Ab 1856 wurde unter der Führung des Chief Surveyors der Provinz Otago, John Turnbull Thomson, begonnen, eine Planstadt, die bald Invercargill genannt wurde, zu errichten. Im Jahr 1857 eröffnete ein Postamt, am 20. März desselben Jahres wurden die ersten Stadtteile verkauft. 1859 zählte der Ort etwa 1000 Einwohner in 200 Wohnungen. Im Jahre 1861 eröffnete ein Krankenhaus, das Invercargill und die umliegende Region versorgen sollte. Im selben Jahr wurde die Provinz Southland aus der Provinz Otago ausgegliedert, Invercargill wurde der Hauptort von Southland. Ab 1862 besaß der Ort eine eigene Zeitung, die Invercargill Times.
Infolge des Goldrausches in Otago wuchs die Stadt, und mit der Errichtung neuer Eisenbahnlinien nach Winton und Bluff wurde begonnen; sie wurden aber nicht fertiggestellt. Nach dem Abschwung des Goldrausches verschuldete sich die neue Provinz Southland schnell und wurde 1870 wieder in Otago eingegliedert. 1871 wurden die ersten Wahlen in Invercargill abgehalten. Infolge durch die Regierung geförderter Einwanderung wuchs die Stadt zum Ende des 19. Jahrhunderts an und die Wirtschaft entwickelte sich. In dieser Zeit wurde auch der Wasserturm, der heute eines der bedeutendsten Wahrzeichen der Stadt darstellt, gebaut. Zwischen 1891 und 1916 verdoppelte sich die Bevölkerungszahl. Das starke Wachstum sorgte für die Eingemeindung mehrerer Vororte und die Errichtung eines Straßenbahnsystems, das bis zu seiner Schließung 1952 das südlichste Straßenbahnnetz der Welt bildete. 1930 erhielt Invercargill den Stadtstatus.
Nach dem Zweiten Weltkrieg florierte die Stadt, die Bevölkerung stieg von 27.000 auf über 40.000 im Jahr 1971 an. Nachdem die Stadt mit 53.868 Einwohnern 1983 noch einen Höchststand verzeichnete, begann der Abschwung und die Einwohnerzahl fiel auf 46.311 im Jahr 2011. Gründe dafür waren die schlechten landwirtschaftlichen Erträge und fehlende Industrie. Im Jahre 1989 wurde der Vorort Bluff in die Stadt eingegliedert. Im Jahre 2002 wurde die Zugverbindung nach Dunedin und Christchurch eingestellt. Seit 2006 steigt die Bevölkerung allerdings wieder an.

## Bevölkerung
Von den 54.204 Einwohnern der Stadt waren 2018 9444 Einwohner Māori-stämmig (17,5 %). Bei der Frage nach der Zugehörigkeit einer ethnischen Gruppe in der Volkszählung 2013 gaben 85 % an, Europäer zu sein, 20,5 % gaben an, Māori-Wurzeln zu haben, 2,5 % kamen von den Inseln des pazifischen Raums, 1,5 % stammten aus Asien und 0,2 % gaben den Mittleren Osten, Lateinamerika oder Afrika an.(Mehrfachnennungen waren möglich). 12,3 % der Bevölkerung gab an, in Übersee geboren zu sein und 3,2 % der Bevölkerung sprachen Māori. 58,9 % der Bevölkerung sind Christen und 34,2 % sind keiner Religion angehörig.

## Politik

### Verwaltung
Invercargill ist nicht wie andere Städte und Distrikte Neuseelands in Wards unterteilt. Zwölf Councillors (Ratsmitglieder) bilden zusammen mit dem Mayor (Bürgermeister) den City Council (Stadtrat). Der Bürgermeister und die Ratsmitglieder werden alle drei Jahre neu gewählt. Der Rat der Stadt wird Invercargill City Council genannt. Invercargill ist gleichzeitig Sitz des Southland Regional Councils, dem Regionalrat der Southland Region. Der Bürgermeister von Invercargill ist seit 1998 Tim Shadbolt, der bereits von 1993 bis 1995 dieses Amt bekleidete.

### Städtepartnerschaften
Invercargill unterhält eine Städtepartnerschaft:
- Kumagaya, seit 1993

## Sehenswürdigkeiten

### Wasserturm

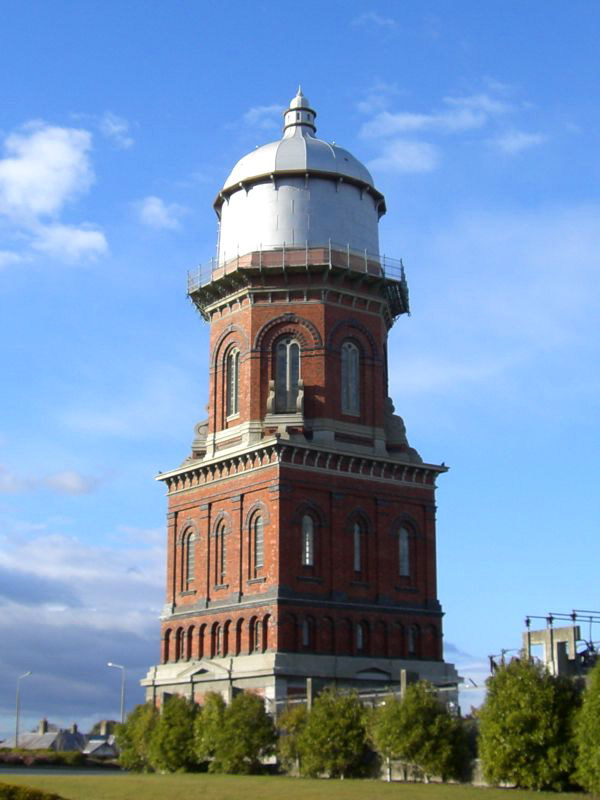
Der Wasserturm, eines der bekanntesten Wahrzeichen der Stadt

Der 42,6 Meter hohe Wasserturm von Invercargill zählt zu den bekanntesten Sehenswürdigkeiten der Stadt. In den 1880er Jahren wurde der Bau des Wasserturmes von den lokalen Behörden beschlossen, um auf Brände, die die aus vielen hölzernen Gebäuden bestehende Stadt zerstören könnten, reagieren zu können. Da viele der Einwohner den Bau eines riesigen Wassertanks am Rand der Stadt ablehnten, wurde der 300.000 Liter fassende Tank auf Vorschlag des Architekten William Sharp von einem aufwändigen Ziegelturm umschlossen. Am 18. Dezember 1888 wurde der Bau nach einem Jahr Bauzeit und dem Verbrauch von 300.000 Ziegelsteinen abgeschlossen. Im Jahre 1934 wurde die Kuppel des Wasserturms abgebaut, 1989 wurde eine Replik der alten Kuppel neu auf den Turm gesetzt.

### Railway Hotel

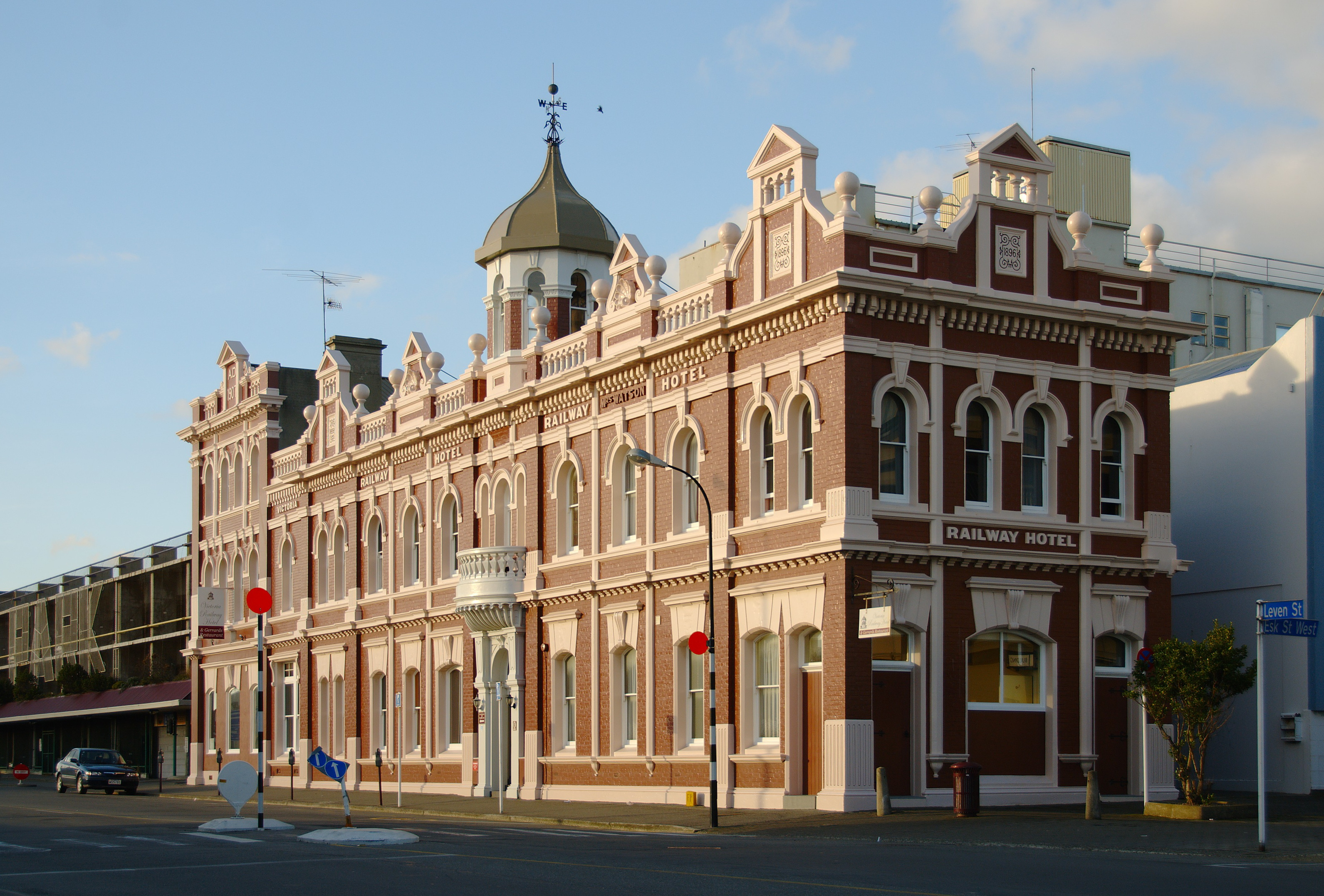
Das historische Railway Hotel

Das historische Railway Hotel ist eines der ältesten Gebäude in Invercargill, das heute noch seinen ursprünglichen Zweck erfüllt. Es wird vom New Zealand Historic Places Trust als historic place der Kategorie 1 eingestuft. Es wurde 1896 direkt neben dem Bahnhof in Invercargill erbaut und sollte vor allem zur Übernachtung mit dem Zug anreisender Gäste dienen. 1907 wurde das Hotel wegen der hohen Nachfrage deutlich ausgebaut. 2002 wurde der Name zu Victoria Railway Hotel geändert und 2003 wurde es wegen umfangreicher Restaurierungsarbeiten für acht Monate geschlossen. Seit 2004 beherbergt das Hotel wieder Gäste.

### St. Mary’s Roman Catholic Basilica

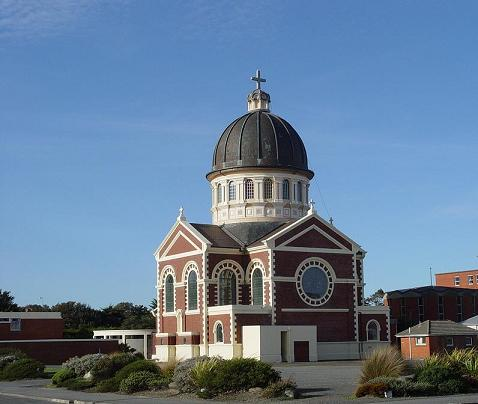
St. Mary’s Roman Catholic Basilica

Die katholische Kirche St. Mary’s Roman Catholic Basilica wurde von dem bekannten neuseeländischen Architekten Francis Petre entworfen und 1905 fertiggestellt. Seit 1984 wird die Kirche vom New Zealand Historic Places Trust als historic place der Kategorie 1 geführt. Das 37 Meter hohe Bauwerk besitzt ein griechisches Kreuz als Grundform, auf der der kupferummantelte Dom thront.

## Wirtschaft und Infrastruktur

### Wirtschaft
Das durchschnittliche Einkommen in der Bevölkerung von Invercargill lag 2013 bei 27.400 NZ$, gegenüber 28.500 NZ$ im Landesdurchschnitt. In Invercargill ist die Brauerei Invercargill Brewery ansässig, die 1999 gegründet wurde und eine der bekanntesten Brauereien Neuseelands ist. Des Weiteren hat der Automobilhersteller Leitch Industries seinen Sitz in Invercargill.

### Verkehr

#### Straße
Invercargill ist auf dem New Zealand State Highway 1 erreichbar, der in Bluff an der Südküste beginnt, durch die Stadt führt und weiter nach Nordosten in Richtung Dunedin verläuft. Der State Highway 6 findet von Norden von Queenstown kommend seinen Endpunkt in der Stadt, ebenso der State Highway 99, der Te Anau mit Invercargill verbindet. Der State Highway 98 stellt lediglich eine Querverbindung her.

#### Schiene

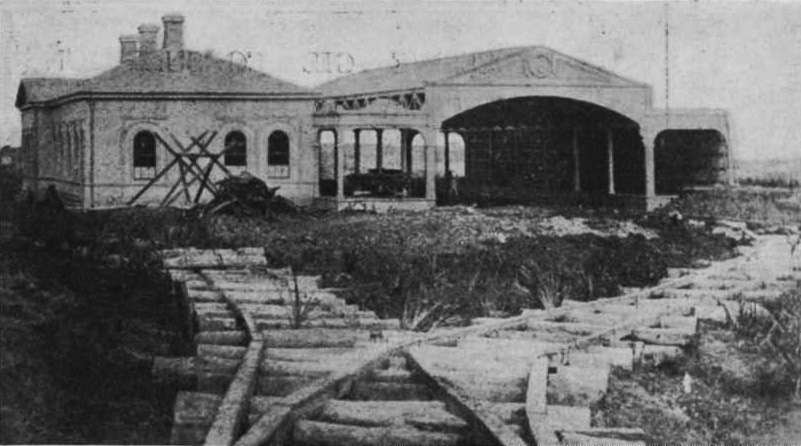
Erster Bahnhof von Invercargill, vor 1868 – Holzgleise, wie sie auf der Strecke nach Makarewa eingebaut wurden

Invercargill ist ein Eisenbahnknoten. In seinem Bahnhof trafen sich vier Strecken, von denen heute noch drei in Betrieb sind, die
- Bahnstrecke Lyttelton–Invercargill, deren erster von Invercargill ausgehender Abschnitt 1874 eröffnet wurde;
- stillgelegte Bahnstrecke Invercargill–Tokanui, Seaward Bush Branch, (1888–1966);
- Bahnstrecke Invercargill–Bluff;
- Bahnstrecke Invercargill–Kingston, deren erster von Invercargill ausgehender Abschnitt 1864 bis Makarewa eröffnet wurde und bei dem noch hölzerne Schienen eingebaut wurden.

Heute findet auf allen diesen Strecken ausschließlich Güterverkehr statt. Bis zur Einstellung des Southerner im Februar 2002, der Invercargill mit Christchurch verbunden hatte, war der Bahnhof von Invercargill eine Zeit lang der südlichste Bahnhof der Welt, in dem ein Personenzug hielt.

#### Luftverkehr
Der Flughafen westlich von Invercargill verbindet die Stadt mit allen Regionalflughäfen des Landes.

### Bildung

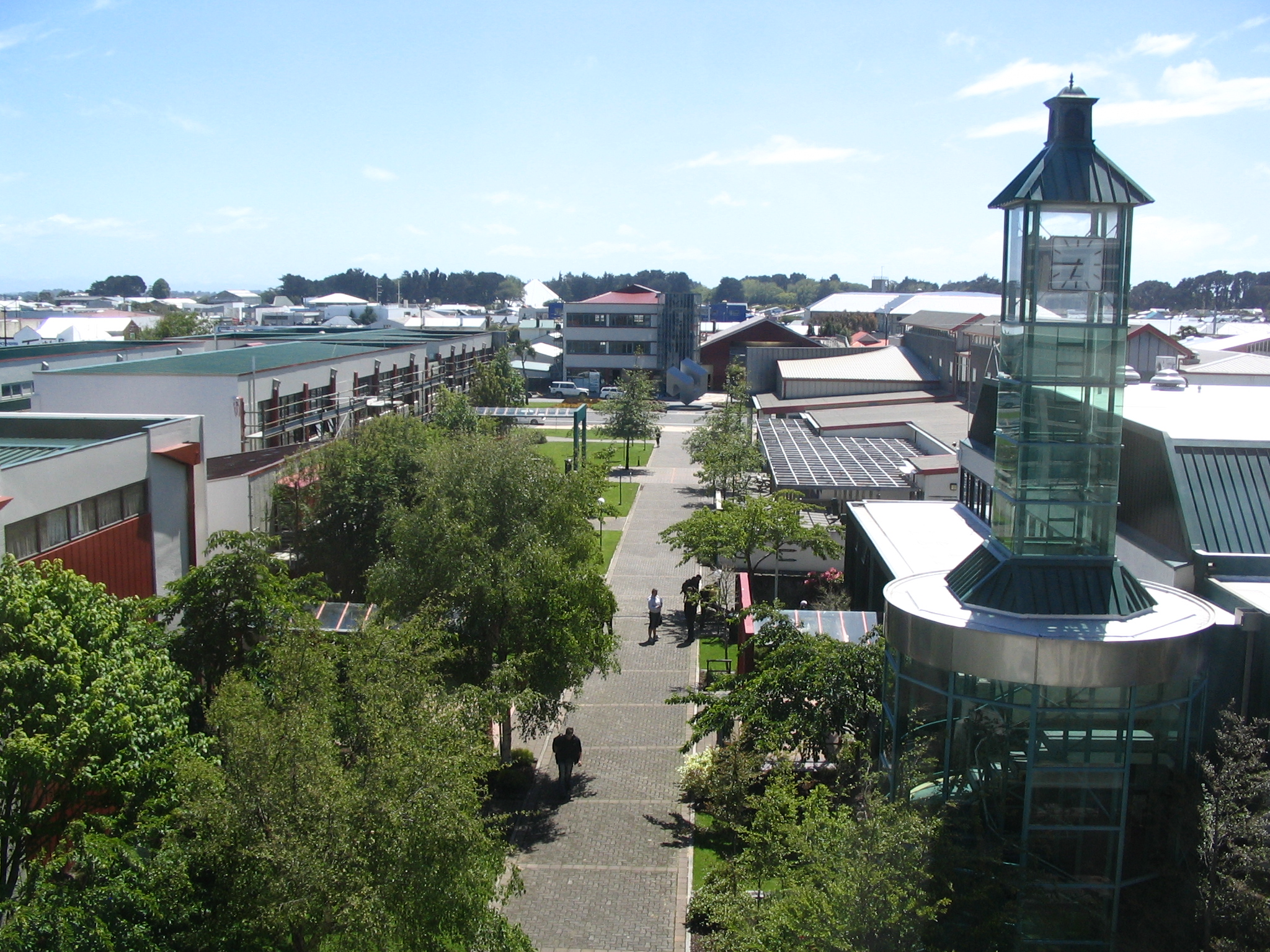
Hauptcampus des Southern Institute of Technology in Invercargill

In Invercargill befindet sich der Hauptstandort des Southern Institute of Technology, einer der größten technischen Universitäten Neuseelands. Einheimische Studenten müssen dort keine Studiengebühren zahlen. Außerdem befinden sich in der Stadt vier High Schools, wobei eine davon das James Hargest College ist.

## Sport
Invercargill ist eines der Zentren des neuseeländischen Sports und verfügt über mehrere Stadien. Neben dem Rugby Park Stadium, in dem die Auswahlmannschaft von Southland Rugby und gelegentlich auch die Highlanders aus Dunedin sowie die Fußballmannschaft Southland Spirit FC ihre Heimspiele bestreiten, befindet sich mit dem ILT Velodrome eine von zwei Hallen-Radrennbahnen in Neuseeland.
Hinzu kommen ein Schwimmzentrum, Austragungsorte für Hockey und Cricket sowie das Stadium Southland, in dem vor allem das Netball-Team Southern Steel und der Basketball-Verein Southland Sharks auflaufen. Nachdem das Dach des Stadions am 18. September 2010 infolge eines Schneesturms einstürzte, wurden die Spiele der beiden Mannschaften vorerst in den Gebäudekomplex der nahgelegenen Radrennbahn verlegt.
Südwestlich von Invercargill befindet sich die Automobilrennstrecke Teretonga Park, auf der in den 1960er und 1970er Jahren jährlich ein Rennen der international besetzten Tasman-Serie ausgetragen wurde. Seit 2005 werden auf der Strecke Rennen der Toyota Racing Series ausgetragen.
Invercargill war unter anderem einer der Austragungsorte bei der Rugby-Union-Weltmeisterschaft 1987 und der Rugby-Union-Weltmeisterschaft 2011.

## Persönlichkeiten
- John Turnbull Thomson (1821–1884), Ingenieur
- Donald Murray (1865–1945), Erfinder
- Clarence Hare (1880–1967), Antarktisreisender, Teilnehmer an der Discovery-Expedition (1901–1904)
- Oliver Bulleid (1882–1970), Lokomotivkonstrukteur
- Grace Butler (1886–1962), Malerin
- Thomas Macdonald (1898–1980), Politiker
- Herbert James „Burt“ Munro (1899–1978), Motorradrennfahrer, Mitglied der Motorcycle Hall of Fame
- Garfield Todd (1908–2002), Politiker
- Ralph Hanan (1909–1969), Politiker
- Dan Davin (1913–1990), Autor
- Alison Duff (1914–2000), Bildhauerin, Keramikerin und Kunstpädagogin
- Clifford Abbott (1916–1994), Komponist
- William Stewart Alexander (1919–2013), Pathologe
- Alex Lindsay (1919–1974), Geiger
- Russel Wright (1929–2013), Motorradrennfahrer
- Jack Alabaster (1930–2024), Cricketspieler
- Marrion Roe (1935–2017), Schwimmerin
- Richard Johnstone (1936–2022), Radrennfahrer
- James Milne (* 1942), Mathematiker
- Bruce Hopkins (* 1955), Schauspieler
- Kenny Cresswell (* 1958), Fußballspieler
- Michael Joseph Dooley (* 1961), römisch-katholischer Geistlicher, Bischof von Dunedin
- Marton Csokas (* 1966), Schauspieler
- Glenn McLeay (* 1968), Radrennfahrer
- Jan Logie (* 1969), Politikerin
- Craig Watson (* 1971), Triathlet
- Dean Galt (* 1971), Badmintonspieler
- Jeff Wilson (* 1973), Rugby-Union- und Cricketspieler
- Anton Oliver (* 1975), Rugby-Union-Spieler
- Robin Reid (* 1975), Radrennfahrer
- Peter Joseph Beck (* 1976/1977), Erfinder, Raketenkonstrukteur und Unternehmer
- Chris Blair (* 1978), Badmintonspieler
- Ayesha Verrall (* 1979), Wissenschaftlerin und Politikerin
- Clarke Dermody (* 1980), Rugby-Union-Spieler
- Corey Flynn (* 1981), Rugby-Union-Spieler
- Tim Cafe (* 1987), Skirennläufer
- Michelle Greig (* 1988), Freestyle-Skierin
- Edward Dawkins (* 1989), Bahnradsportler
- Anna Rankin (* 1989), Badmintonspielerin
- Thomas Scully (* 1990), Radrennfahrer
- Damon Leitch (* 1992), Autorennfahrer
- Pieter Bulling (* 1993), Bahnradsportler
- Emma Dyke (* 1995), Ruderin
- Nick Kergozou (* 1996), Radrennfahrer
- Emma Cumming (* 1998), Radsportlerin
- Bradly Knipe (* 1998), Bahnradsportler
- Thomas Sexton (* 1998), Radsportler
- Nicole Shields (* 1999), Bahnradsportlerin
- Corbin Strong (* 2000), Radrennfahrer
- Jay Herdman (* 2004), neuseeländisch-kanadischer Fußballspieler